# Böingsen
Böingsen liegt im Südosten des Stadtgebiets der nordrhein-westfälischen Stadt Menden (Sauerland).
1858 war Böingsen eine eigene Gemeinde im Landkreis Iserlohn. Die Gemeinde Böingsen wurde am 3. Januar 1936 in Lendringsen umbenannt.
Am 1. Januar 1975 wurde die bis dahin selbstständige Gemeinde Lendringsen des Amtes Menden nach dem „Gesetz zur Neugliederung der Gemeinden und Kreise des Neugliederungsraumes Sauerland/Paderborn (Sauerland/Paderborn-Gesetz)“ mit der damaligen Stadt Menden (Sauerland) und weiteren Gemeinden zur neuen Stadt Menden (Sauerland) zusammengeschlossen.
Am 1. Juli 2017 hatte der „Ortsteil Böingsen“ 114 Einwohner.